# Герцен, Александр Иванович
Алекса́ндр Ива́нович Ге́рцен (25 марта [6 апреля] 1812, Москва — 9 [21] января 1870, Париж, Франция) — русский писатель, критик самодержавной монархии, один из наиболее значимых российских последователей социализма — так называемых «революционных демократов»; публицист, педагог, философ.
Издатель революционного еженедельника «Колокол» (1857—1867 гг.) и альманаха «Полярная звезда» (1855—1868 гг.). Будучи в эмиграции, открыто поддержал польское восстание 1863—1864 годов, с чем было связано разочарование в «Колоколе» многих русских интеллектуалов. Упадку интереса к социальной критике «Колокола» также способствовала крестьянская реформа в России.

## Биография

### Детство

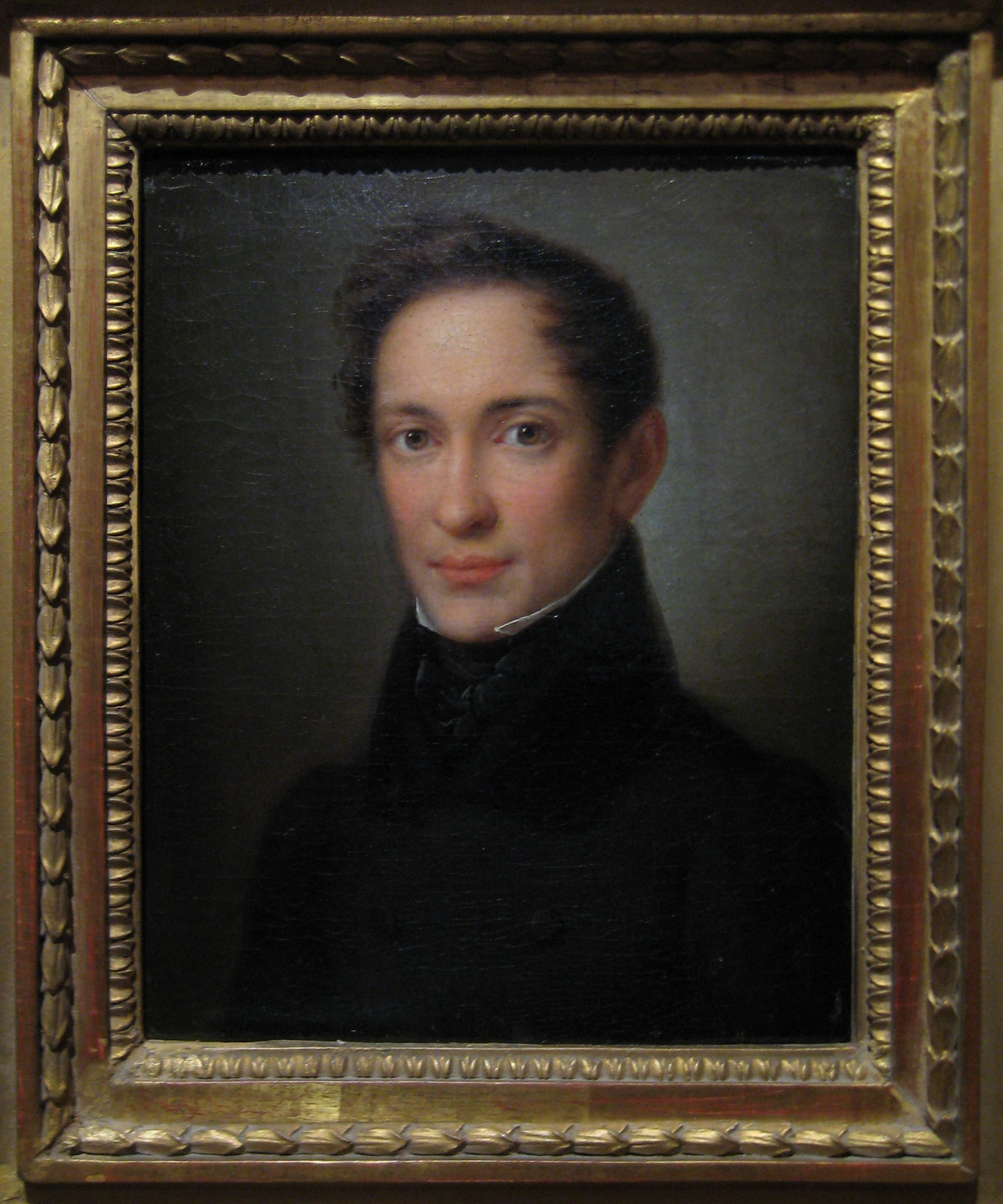
Александр Герцен в молодости

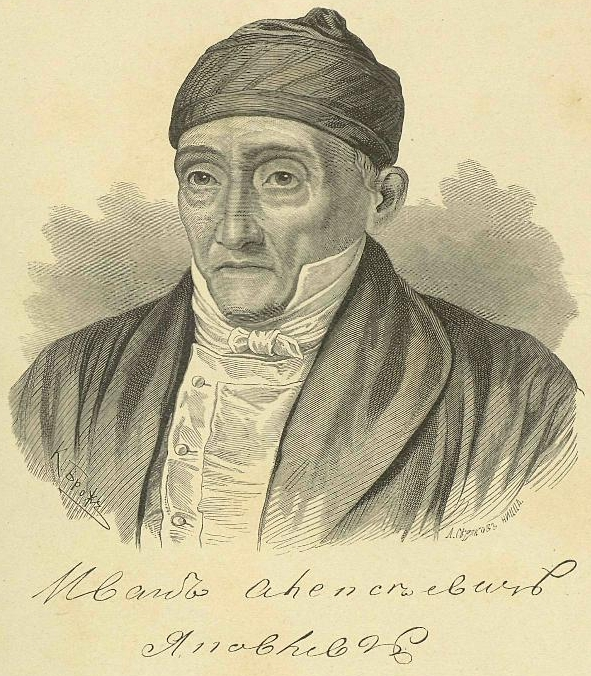
Отец А. И. Герцена — Иван Алексеевич Яковлев в старости

Родители Александра Герцена — богатый русский помещик Иван Алексеевич Яковлев (1767—1846), происходивший от московского боярина Андрея Кобылы (как и правящие в России Романовы) и немецкая девушка Генриетта-Вильгельмина-Луиза Гааг (нем. Henriette Wilhelmina Luise Haag), дочь мелкого чиновника, делопроизводителя в казённой палате в Штутгарте.
Весной 1812 года в Москве Генриетта-Вильгельмина-Луиза в возрасте шестнадцати лет родила вне брака сына Александра от 45-летнего Яковлева. Поскольку брак родителей не был оформлен, сын получил фамилию, придуманную отцом: Герцен — сын «сердца» (von Herzen, от нем. Herz, «сердце»).
Родился Александр Герцен в доме 25 по Тверскому бульвару. Сегодня это здание Литературного института имени Горького. В палисаднике института установлен памятник Герцену.
Отец Александра Герцена — И. А. Яковлев остался известен в русской истории своей встречей осенью 1812 года в Москве с Наполеоном, личное письмо которого императору Александру I Яковлев доставил в Петербург во время боевых действий, будучи родным братом обер-прокурора Святейшего синода Александра Яковлева. Это поручение И. А. Яковлев вынужден был исполнить, чтобы Луиза Гааг с пятимесячным Сашей и с кормилицей получили возможность выехать из Москвы и добраться до деревеньки Глебовское Романовского уезда Ярославской губернии, где находилось имение Яковлевых. 
Позднее обер-прокурор Яковлев стал отцом будущей жены Александра Герцена.

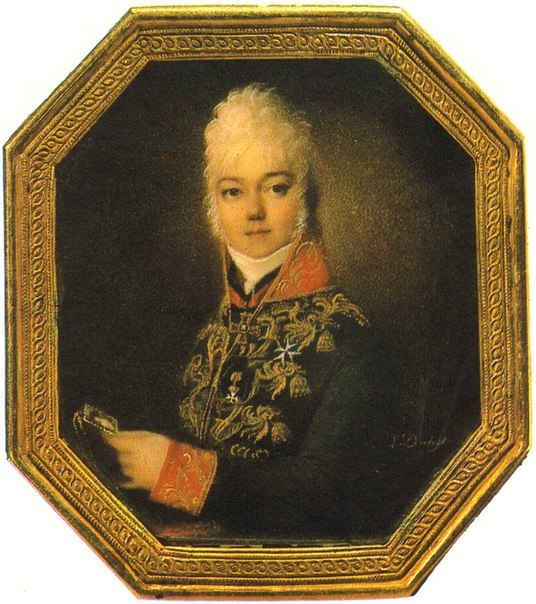
А. А. Яковлев — отец Н. А. Захарьиной — будущей жены Александра Герцена

В юности Герцен получил обычное дворянское домашнее образование, основанное на чтении произведений иностранной литературы, преимущественно конца XVIII века. Французские романы, комедии Бомарше, Августа фон Коцебу, произведения Гёте, Шиллера с ранних лет настроили мальчика в восторженном, сентиментально-романтическом тоне. Систематических занятий не было, но гувернёры — французы и немцы — дали мальчику твёрдое знание иностранных языков. Благодаря знакомству с творчеством Шиллера, Герцен проникся свободолюбивыми стремлениями, развитию которых много содействовали учитель русской словесности И. Е. Протопопов, приносивший Герцену тетрадки стихов Пушкина: «Оды на свободу», «Кинжал», «Думы» Кондратия Рылеева и пр., а также Бушо, участник Великой Французской революции, уехавший из Франции, когда «развратные и плуты» взяли верх. К этому присоединилось влияние Татьяны Кучиной (в будущем госпожи Пассек) — молоденькой тётки — «корчевской кузины» Герцена, которая поддерживала детское самолюбие молодого фантазёра, пророча ему необыкновенную будущность.
В декабре 1820 года отец Александра зачислил его в ведомство «экспедиции кремлёвского строения», указав возраст 14 лет вместо реальных 8; в результате через 3 года, в 1823 году, одиннадцатилетнему мальчику был присвоен чин коллежского регистратора.
Уже в детстве Герцен познакомился и подружился с Николаем Огарёвым. По его воспоминаниям, сильное впечатление на мальчиков (Герцену было 13, Огарёву — 12 лет) произвело известие о восстании декабристов 14 декабря 1825 года. Под его впечатлением у них зарождаются первые, ещё смутные мечты о революционной деятельности; во время прогулки на Воробьёвых горах они поклялись бороться за свободу.
Уже в 1829—1830 годах написал философскую статью о «Валленштейне» Фридриха Шиллера. В этот юношеский период жизни Герцена его идеалом был Карл Моор — герой трагедии Шиллера «Разбойники» (1782).

### Университет (1829—1833 гг.)

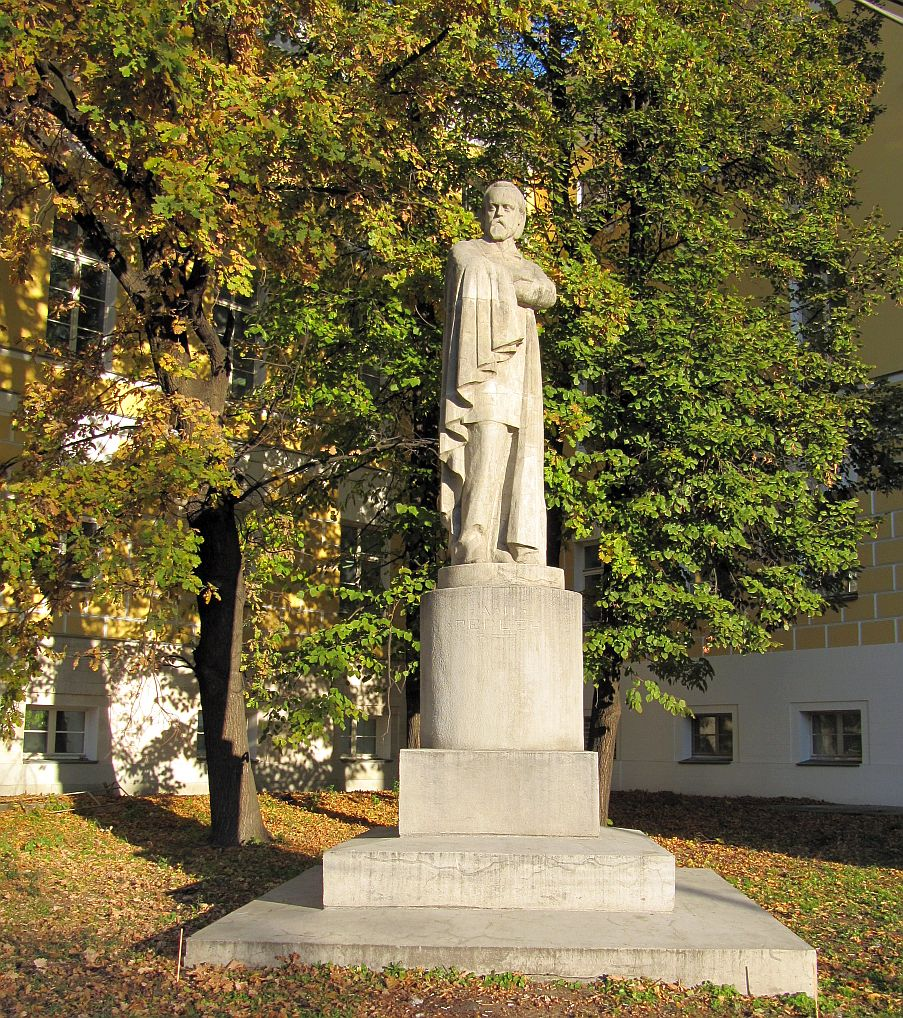
Памятник Герцену во дворе МГУ

В октябре 1829 года Александр Герцен был зачислен своекоштным студентом на физико-математический факультет Московского университета (Герцен избрал этот факультет, поскольку в это время развилась его «сильная страсть» к естественным наукам под влиянием дяди-«химика»).
Среди профессоров большое влияние на Герцена оказали лекции Михаила Павлова по сельскому хозяйству, знакомившие слушателей с немецкой философией, которые «возбуждали вопросы, учили спрашивать» и Михаила Каченовского, известного своим скептицизмом. Но «…больше лекций и профессоров развивала студентов аудитория юным столкновением, обменом мыслей, чтений». Молодёжь была настроена довольно бурно; она приветствовала июльскую революцию (как это видно из стихотворений Лермонтова) и другие народные движения (возбуждению студентов способствовала появившаяся в Москве холера, в борьбе с которой принимала деятельное участие вся университетская молодёжь).
Вокруг Герцена и Огарёва в университете сложился кружок революционного направления, в который входили Николай Сазонов, Николай Сатин, Николай Кетчер и Вадим Пассек. Студенты, входившие в кружок, часто встречались, допускали по временам небольшие кутежи невинного характера, усердно занимались чтением, увлекаясь по преимуществу общественными вопросами, занимаясь изучением русской истории, усвоением идей Анри Сен-Симона (утопический социализм которого Герцен считал тогда наиболее выдающимся достижением современной ему западной философии) и других социалистов. Про это время Герцен вспоминал: «Я с такой искренностью и стремительностью бросался каждому на шею, с такой безумной неосторожностью делал пропаганду и так откровенно сам всех любил, что не мог не вызвать горячий ответ со стороны аудитории, состоящей из юношей почти одного возраста… Мы и наши товарищи говорили в аудитории открыто всё, что приходило в голову; тетрадки запрещённых стихов ходили из рук в руки, запрещённые книги читались с комментариями, и при всём том я не помню ни одного доноса из аудитории, ни одного предательства. Были робкие молодые люди, уклонявшиеся, отстранявшиеся, — но и те молчали».
В 1831 году Герцен принял активное участие в так называемой «маловской истории» (публичное изгнание студентами из аудитории нелюбимого профессора за его грубость по отношению к студентам), в которой Герцен выступая одним из руководителей сопротивления – он привёл студентов физико-математического факультета на помощь студентам нравственно-политического факультета в качестве «вспомогательного войска». По итогам разбирательства Герцен был одним из нескольких студентов, временно заключённых в карцер. Но уже в сентябре 1832 года во время ревизии Московского университета, проводимой Сергеем Уваровым, Герцен в числе других лучших студентов выступил перед московским обществом с публичной лекцией «О кристаллизации, её условиях, законах, формах». Научные взгляды в области естествознания, к которым Герцен пришёл в результате обучения, он выразил в эссе «О месте человека в природе» (1832). На старших курсах Герцен специализировался на астрономии и в 1833 году окончил университет со степенью кандидата. За сочинение «Математическое изложение астрономической системы Коперника», был удостоен серебряной медали.

### Ссылка
Деятельность кружка Герцена-Огарёва продолжалась и после окончания его членами учёбы в университете. Весной 1833 года они организовали сбор средств студентам, отданным в солдаты по делу Николая Сунгурова. В феврале 1834 года Герцен составил программу журнала, задуманного в кружке с целью «следить за человечеством в главнейших фазах его развития». В июле 1834 года Герцен вместе с другими членами кружка был арестован по ложному обвинению в распевании пасквильных песен, порочащих императорскую фамилию. В апреле 1835 года Герцен был выслан в Пермь, а оттуда в Вятку, где и был определён на службу в канцелярию губернатора.
За устройство выставки местных произведений и объяснения, данные при её осмотре цесаревичу (будущему Александру II), по ходатайству Василия Жуковского в конце 1837 года был переведён на службу советником правления во Владимир. В мае 1837 года Герцен женился на своей двоюродной сестре — Наталье Александровне Захарьиной.

### После ссылки
В начале 1840 года Герцену было разрешено возвратиться в Москву. В мае 1840 года он переехал в Петербург, где по настоянию отца стал служить в канцелярии министерства внутренних дел. Но в июле 1841 года за резкий отзыв в одном письме о деятельности полиции был выслан в Новгород, где служил в губернском правлении до июля 1842 года, после чего поселился в Москве.
Здесь ему пришлось столкнуться со знаменитым кружком гегельянцев Николая Станкевича и Виссариона Белинского, защищавших тезис полной разумности всякой действительности.
Большая часть приятелей Станкевича сблизилась с Герценом и Огарёвым, образуя лагерь западников; другие примкнули к лагерю славянофилов, с Алексеем Хомяковым и Иваном Киреевским во главе (1844).
Несмотря на взаимное ожесточение и споры, обе стороны в своих взглядах имели много общего и прежде всего, по признанию самого Герцена, общим было «чувство безграничной обхватывающей всё существование любви к русскому народу, к русскому складу ума». Противники, «как двуликий Янус, смотрели в разные стороны, в то время как сердце билось одно». Недавние друзья, а теперь принципиальные противники, расходились в разные стороны, обнимаясь друг с другом «со слезами на глазах».
Герцен часто ездил в Петербург на собрания кружка Белинского, а вскоре после смерти своего отца, в 1847 году, навсегда покинул Россию.

### В эмиграции

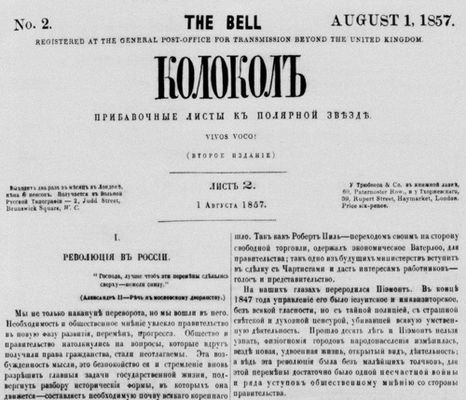
«Колокол» А. И. Герцена, 1857 год

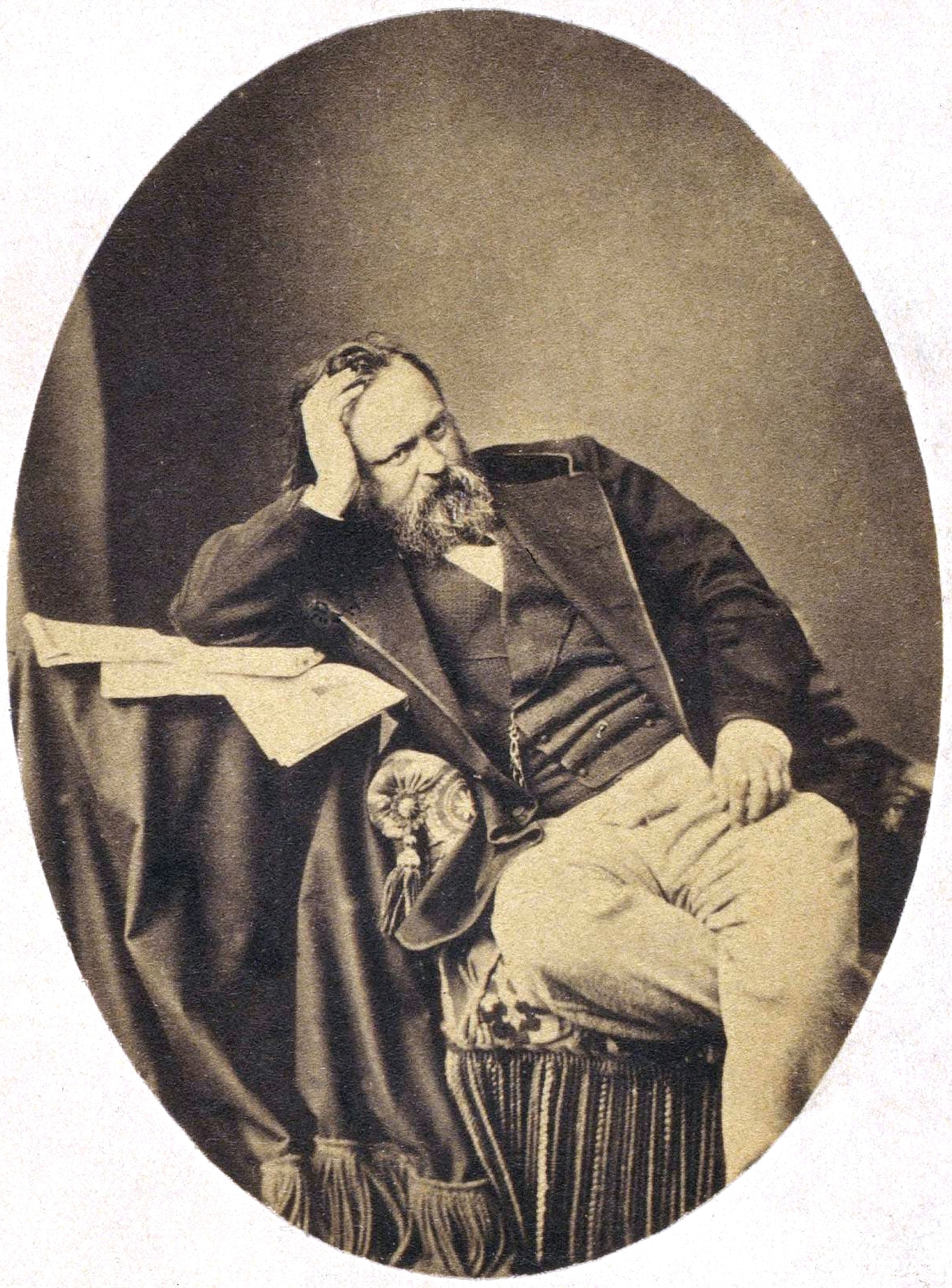
А. И. Герцен, ок. 1861 г.

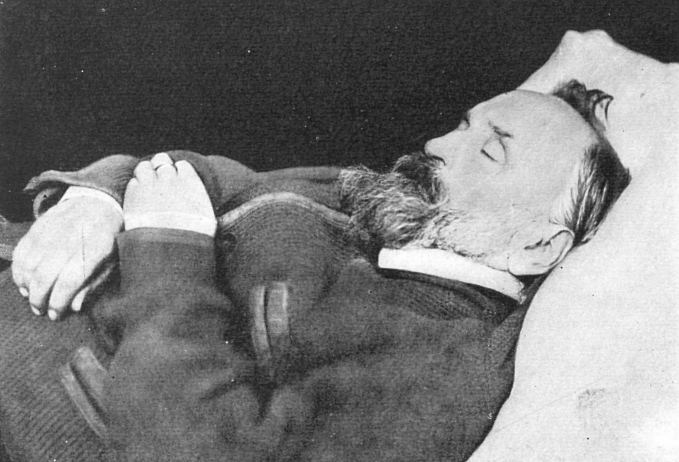
А. И. Герцен на смертном одре

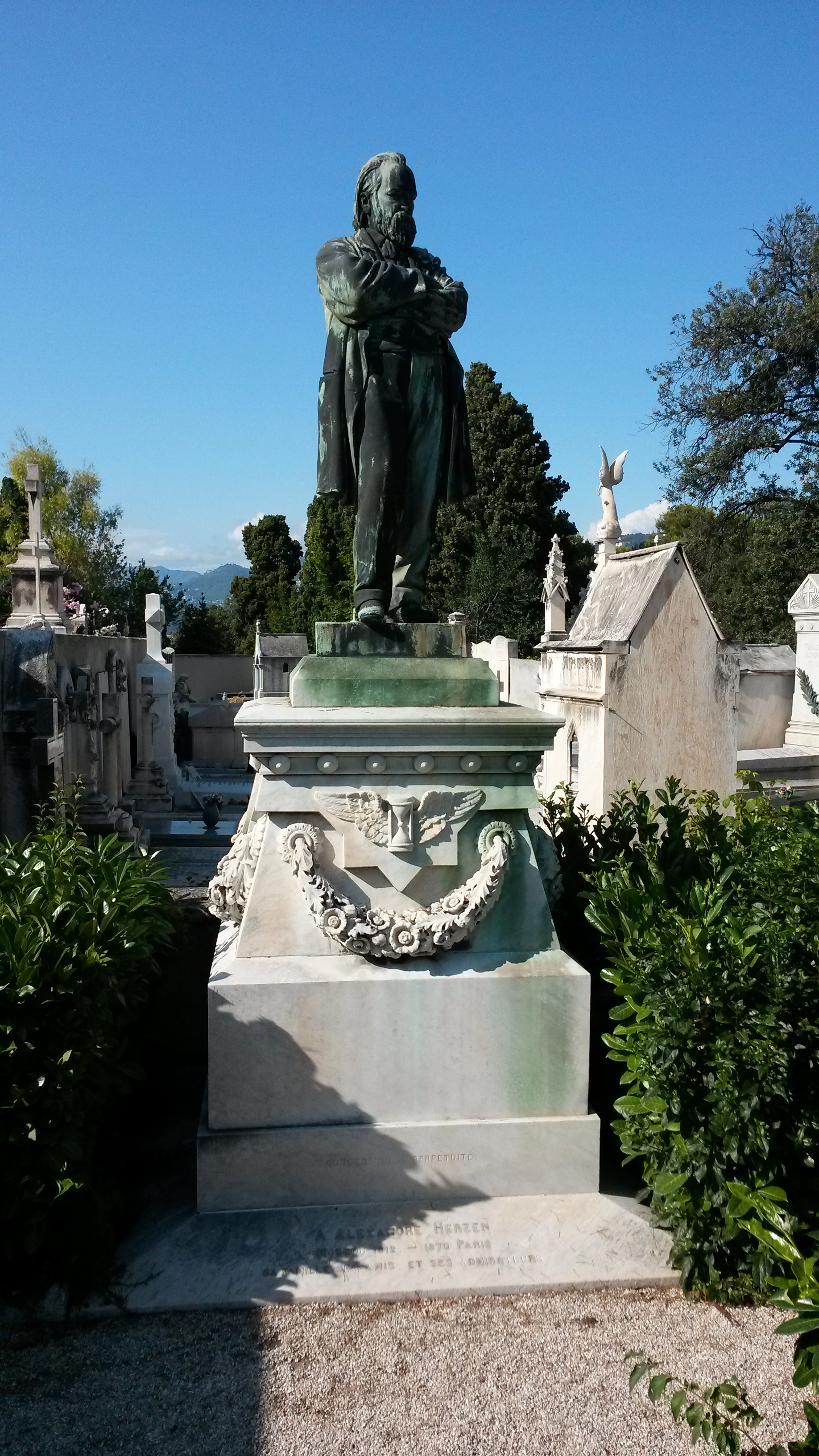
Могила Герцена на кладбище Шато в Ницце

В Европу Герцен приехал, будучи настроен скорее радикально-республикански, чем социалистически, хотя начатая им публикация в «Отечественных записках» серии статей под заглавием «Письма с Avenue Marigny» (впоследствии в переработанном виде опубликованы в «Письмах из Франции и Италии») шокировала его друзей — либералов-западников — своим антибуржуазным пафосом. Февральская революция 1848 года показалась Герцену осуществлением всех надежд. Последовавшее затем Июньское восстание рабочих, его кровавое подавление и наступившая реакция потрясли Герцена, который решительно обратился к социализму. Он сблизился с Прудоном и другими деятелями революции и европейского радикализма; вместе с Прудоном он издавал газету «Голос народа» («La Voix du Peuple») которую финансировал. К парижскому периоду относится начало увлечения его жены немецким поэтом Георгом Гервегом.
13 июня 1849 года Герцен принял участие в манифестации в Париже против римской экспедиции, посланной французским правительством на защиту папы от итальянской революции. После разгона демонстрации в Париже начались аресты, и Герцен, воспользовавшись паспортом неизвестного румына, скрылся в Швейцарию, а оттуда в Ниццу, принадлежавшую тогда Сардинскому королевству.
В этот период Герцен вращался среди кругов радикальной европейской эмиграции, собравшейся в Швейцарии после поражения революции в Европе, и, в частности, познакомился с Джузеппе Гарибальди. Известность ему доставила книга-эссе «С того берега», в которой он производил расчёт со своими прошлыми либеральными убеждениями. Под влиянием крушения старых идеалов и наступившей по всей Европе реакции у Герцена сформировалась специфическая система взглядов об обречённости, «умирании» старой Европы и о перспективах России и славянского мира, которые призваны осуществить социалистический идеал.
В июле 1849 года Николай I арестовал всё имущество Герцена и его матери как революционеров. После этого арестованное имущество было заложено банкиру Джеймсу Майеру Ротшильду, но тот, ведя переговоры о предоставлении займа России, добился снятия императорского запрещения для Герцена.
После череды семейных трагедий, обрушившихся на Герцена в Ницце (измена жены с Гервегом, гибель матери и сына в кораблекрушении, смерть жены и новорождённого ребёнка) Герцен переехал в Лондон, где основал Вольную русскую типографию для печатания запрещённых изданий и с 1857 года издавал еженедельную газету «Колокол». Там же печатался альманах «Полярная звезда» (1855—1868 гг.).
Восшествие на престол Александра II породило у Герцена надежды на то, что новый император решится на необходимые стране реформы. В марте 1855 года Герцен опубликовал в первом номере «Полярной звезды» открытое письмо Александру II, в котором он призывал императора отменить крепостное право и цензуру. Герцен писал: «Нас упрекают в любви к кровавым средствам, в революционном дилетантизме, я хотел показать, что это несправедливо... что я со своей стороны готов бы был умолкнуть, если б Александр освободил крестьян с землею и дал бы свободу книгопечатания». Когда Александр II начал мероприятия по подготовке отмены крепостного права, то в феврале 1858 года Герцен опубликовал в «Колоколе» статью под названием «Ты победил, Галилеянин!» (знаменитые слова, обращённые к Христу, приписываемые Юлиану Отступнику). В ней говорилось: «Мы идем с тем, кто освобождает и пока он освобождает... Мы убеждены, что Александр II не равнодушно примет приветствие людей, которые сильно любят Россию, – но так же сильно любят и свободу... Они желали бы, что Александр II видел в них представителей свободной русской речи, противников всему останавливающему развитие, во всем ограничивающем независимость – но не врагов!». Несмотря на ряд радикальных высказываний в своих публикациях, перед смертью Герцен написал цикл из четырех статей-писем под названием «К старому товарищу», обращённую отчасти к Михаилу Бакунину, отчасти - к Николаю Огарёву, которые придерживались более крайних взглядов, чем Герцен. В них Герцен писал: «Я не верю в прежние революционные пути и стараюсь понять шаг людской в былом и настоящем, для того чтоб знать, как идти с ним в ногу».
Пик влияния «Колокола» приходится на годы, предшествовавшие отмене крепостного права в России; тогда газета регулярно читалась в Зимнем дворце. После крестьянской реформы её влияние начало падать; поддержка польского восстания 1863 года резко подорвала тиражи. В то время для либеральной общественности Герцен был уже слишком революционным, а для радикальной — чересчур умеренным. 15 марта 1865 года после настойчивых требований правительства России к правительству Великобритании редакция «Колокола» во главе с Герценом навсегда покинула Лондон и переехала в Швейцарию, гражданином которой Герцен к тому времени стал. В апреле того же года туда в Швейцарию была переведена и «Вольная русская типография». Вскоре туда же начали переезжать и люди из окружения Герцена, например, в 1865 году туда переехал Николай Огарёв.
Александр Герцен умер от воспаления лёгких 9 (21) января 1870 года в Париже, куда незадолго перед тем прибыл по своим семейным делам. Сначала он был похоронен в Париже, на кладбище Пер-Лашез, затем его прах был перенесён в Ниццу и погребен рядом с могилой его жены на кладбище Шато.

## Литературная и публицистическая деятельность

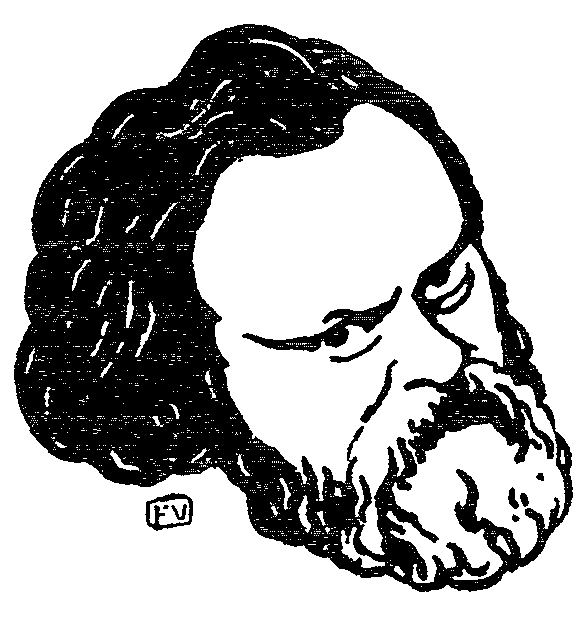
Феликс Валлоттон. Портрет Герцена, 1895

Литературная деятельность Герцена началась ещё в 1830-е годы. В «Атенее» за 1831 год (II том) его имя встречается под одним переводом с французского. Первая самостоятельная статья, подписанная псевдонимом Искандер, была напечатана в «Телескопе» за 1836 год («Гофман»). К тому же времени относятся «Речь, сказанная при открытии вятской публичной библиотеки» и «Дневник» (1842). Во Владимире были написаны: «Записки одного молодого человека» и «Ещё из записок молодого человека» («Отечественные записки», 1840—1841; в этом рассказе в лице Трензинского изображён философ Чаадаев). С 1842 по 1847 год помещает в «Отечественных записках» и «Современнике» статьи: «Дилетантизм в науке», «Дилетанты-романтики», «Цех учёных», «Буддизм в науке», «Письма об изучении природы». Здесь Герцен восставал против учёных педантов и формалистов, против их схоластической науки, отчуждённой от жизни, против их квиетизма. В статье «Об изучении природы» мы находим философский анализ различных методов знания. Тогда же Герценом написаны: «По поводу одной драмы», «По разным поводам», «Новые вариации на старые темы», «Несколько замечаний об историческом развитии чести», «Из записок доктора Крупова», «Кто виноват?», «Сорока-воровка», «Москва и Петербург», «Новгород и Владимир», «Станция Едрово», «Прерванные разговоры». Из всех этих произведений особенно выделяются повесть «Сорока-воровка», в которой изображено ужасное положение «крепостной интеллигенции», и роман «Кто виноват?», посвящённый вопросу о свободе чувства, семейных отношениях, положении женщины в браке. Основная мысль романа заключается в том, что люди, основывающие своё благополучие исключительно на почве семейного счастья и чувства, чуждые интересов общественных и общечеловеческих, не могут обеспечить себе прочного счастья, и оно в их жизни всегда будет зависеть от случая.
Из произведений, написанных Герценом за границей, особенно важны: письма из «Avenue Marigny» (первые произведения Герцена, напечатанные в «Современнике», все четырнадцать под общим заглавием: «Письма из Франции и Италии», издание 1855 года), представляющие замечательную характеристику и анализ событий и настроений, волновавших Европу в 1847—1852 годах. Здесь встречаются отрицательное отношение к западноевропейской буржуазии, её морали и общественным принципам и горячая вера автора в грядущее значение четвёртого сословия. Особенно сильное впечатление и в России, и в Европе произвело сочинение Герцена «С того берега» (первоначально по-немецки «Vom anderen Ufer», Гамбург, 1850; по-русски, Лондон, 1855; по-французски, Женева, 1870), в котором он высказывает полное разочарование Западом и западной цивилизацией — результат того умственного переворота, которым и определилось мировоззрение писателя в 1848—1851 годах. Также известны: «Письмо к Мишле»: «Русский народ и социализм» — страстная и горячая защита русского народа против тех нападок и предубеждений, которые высказывал в одной своей статье Мишле, «Былое и думы» — ряд воспоминаний, имеющих частично автобиографический характер, но дающих целый ряд высокохудожественных картин, ослепительно-блестящих характеристик и наблюдений Герцена из пережитого и виденного им в России и за границей.
Все другие сочинения и статьи Герцена, такие, как «Старый мир и Россия», «Русский народ и социализм», «Концы и начала» и другие, представляют простое развитие идей и настроений, вполне определившихся в период 1847—1852 годов в сочинениях, указанных выше.
В целом, как отмечал Борис Кузьмин, «начав — и не случайно — с учёбы у Гейне, Герцен создал затем свой особый жанр беллетристики. Всё изложение очень эмоционально. Отношение автора к описанным событиям высказывается в его репликах, восклицаниях, отступлениях».

## Философские взгляды Герцена в годы эмиграции
Влечение к свободе мысли было особенно сильно развито в Герцене. Он не принадлежал ни к одной партии. Односторонность «людей дела» отталкивала его от многих революционных и радикальных деятелей Европы. Ум Герцена быстро постиг несовершенства и недостатки тех форм западной жизни, к которым его первоначально влекло из не прекрасного далёка русской действительности 1840-х годов. С последовательностью Герцен отказался от увлечений Западом, когда он оказался в его глазах ниже составленного раньше идеала. На взгляды раннего Герцена существенно повлиял анархизм Прудона и Бакунина, с которыми редактор «Колокола» был лично знаком.
Герцен своеобразно синтезировал западничество и славянофильство, в первом отринув либерализм, а во втором — консерватизм и великодержавный шовинизм. Соединение этих идей положило начало нового учения, построенного на идеях прогрессизма, гуманизма и значения личности, с одной стороны, а с другой — солидарности и общинности. Свои взгляды Герцен назвал русским социализмом, который от крестьянской общины идёт к антигосударственным социалистическим идеалам справедливости. Чтобы достичь данной идиллии, нужно было не только преодолеть самодержавие, но и просвещать крестьян для достижения ими личной, экономической и гражданской эмансипации, изжить взращённые веками рабские установки крепостного права.

Как последовательный гегельянец, Герцен верил, что развитие человечества идёт ступенями, и каждая ступень воплощается в известном народе. Смеясь над тем, что гегелевский бог живёт в Берлине, Герцен в сущности перенёс этого бога в Москву, разделяя со славянофилами веру в грядущую смену германского периода славянским. Вместе с тем как последователь Сен-Симона и Шарля Фурье он соединял эту веру в славянский фазис прогресса с учением о предстоящей замене господства буржуазии торжеством рабочего класса, которое должно наступить, благодаря русской общине, только что перед тем открытой немцем Августом фон Гакстгаузеном. Вместе со славянофилами Герцен разочаровывался в западной культуре, считая, что «запад сгнил и в его обветшавшие формы не влить уже новой жизни». Вера в общину и русский народ спасала Герцена от безнадёжного взгляда на судьбу человечества. При этом Герцен не отрицал возможности того, что и Россия пройдёт через стадию буржуазного развития. Защищая русское будущее, Герцен утверждал, что в русской жизни много безобразного, но зато нет закостенелой в своих формах пошлости. По его мнению, русское племя — свежее девственное племя, у которого есть «чаянье будущего века», неизмеримый и непочатой запас жизненных сил и энергий; «мыслящий человек в России — самый независимый и самый непредубеждённый человек в свете». Герцен был убеждён, что славянский мир стремится к единству, и так как «централизация противна славянскому духу», то славянство объединится на принципах федераций. Критика католицизма высказана Герценом в одной из последних работ «Доктор, умирающий и мёртвые» (1869).
Философско-историческая концепция Герцена акцентирует активную роль человека в истории. Вместе с тем она подразумевает, что разум не может осуществить свои идеалы, не считаясь с существующими фактами истории, что результаты её составляют «необходимую базу» операций разума.

## Педагогические идеи
В наследии Герцена нет специальных теоретических работ о воспитании, но в течение всей жизни он интересовался педагогическими проблемами и был одним из первых русских мыслителей и общественных деятелей середины XIX века, затронувших в своих трудах проблемы воспитания. Его высказывания по вопросам воспитания и образования свидетельствуют о наличии продуманной педагогической концепции.
Педагогические взгляды Герцена определялись философскими (атеизм и материализм), этическими (гуманизм) и политическими (революционный демократизм) убеждениями.

### Критика системы образования при Николае I
Герцен показал опасность авторитарного воспитания в России его времени. Он резко критиковал систему образования и отношение к образованию Николая I.
Герцен назвал царствование Николая I тридцатилетним гонением на школы и университеты и показал, как николаевское министерство просвещения душило народное образование. Царское правительство, по словам Герцена, «подстерегало ребёнка при первом шаге в жизни и развращало кадета-дитя, гимназиста-отрока, студента-юношу. Беспощадно, систематически вытравляло оно в них человеческие зародыши, отучало их, как от порока, от всех людских чувств, кроме покорности. За нарушение дисциплины оно малолетних наказывало так, как не наказывают в других странах закоренелых преступников».
Он решительно выступал против внедрения религии в воспитание и превращения школ и университетов в орудие укрепления крепостничества и самодержавия.

### Народная педагогика
Герцен считал, что самое положительное влияние на детей оказывает простой народ, что именно народ является носителем лучших русских национальных качеств. У народа молодые поколения учатся уважению к труду, бескорыстной любви к родине, отвращению к праздности.

### Воспитание
Главной задачей воспитания Герцен считал формирование гуманной, свободной личности, которая живёт интересами своего народа и стремится к преобразованию общества на разумных началах. Детям, по его мнению, должны предоставляться условия для свободного развития. Он говорил: «Разумное признание своеволия есть высшее и нравственное признание человеческого достоинства». В повседневной воспитательной деятельности важную роль играет «талант терпеливой любви», расположение воспитателя к ребёнку, уважение к нему, знание его потребностей. Здоровая семейная обстановка и правильные отношения между детьми и воспитателями являются необходимыми условиями нравственного воспитания.

### Образование
Герцен страстно добивался распространения просвещения и знаний среди народа, призывал учёных вывести науку из стен кабинетов, сделать её достижения всеобщим достоянием. Подчёркивая огромное воспитательное и образовательное значение естественных наук, Герцен в то же время стоял за систему всестороннего общего образования. Он хотел, чтобы учащиеся общеобразовательной школы наряду с естествознанием и математикой изучали литературу (в том числе и литературу античных народов), иностранные языки, историю, отмечал, что «без чтения нет и не может быть ни вкуса, ни стиля, ни многосторонней шири понимания. Благодаря чтению человек переживает века. Книги оказывают влияние на глубинные сферы человеческой психики». Герцен всемерно подчёркивал, что образование должно способствовать развитию у учащихся самостоятельного мышления, воспитателям следует, опираясь на врождённые склонности детей к общению, развивать в них общественные стремления и наклонности, чему способствуют общение со сверстниками, коллективные детские игры, общие занятия. Герцен боролся против подавления детской воли, но в то же время придавал большое значение дисциплине, считал установление дисциплины необходимым условием правильного воспитания. «Без дисциплины, — говорил он, — нет ни спокойной уверенности, ни повиновения, ни способа оградить здоровье и предупредить опасность».
Герцен написал два специальных произведения, в которых объяснял подрастающему поколению явления природы: «Опыт бесед с молодыми людьми» и «Разговоры с детьми». Эти произведения являются замечательными образцами талантливого, популярного изложения сложных мировоззренческих проблем. Автор просто и живо разъясняет детям с материалистических позиций происхождение Вселенной. Он убедительно доказывает важную роль науки в борьбе с неправильными взглядами, предрассудками и суеверием и опровергает идеалистическое измышление о том, что в человеке отдельно от его тела существует ещё и душа.

## Семья

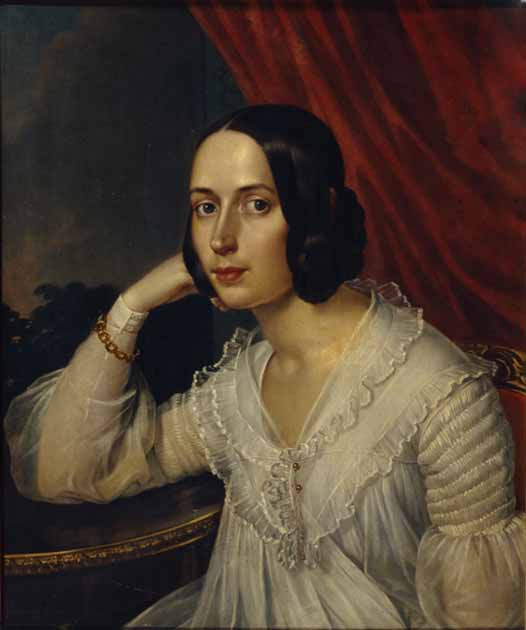
Наталья Александровна Захарьина-Герцен. Портрет кисти Карла Рейхеля

В 1838 году во Владимире Герцен женился на своей двоюродной сестре Наталье Александровне Захарьиной; до отъезда из России у них родилось 6 детей, из которых до взрослого возраста дожили двое:
- Александр (1839—1906), физиолог, профессор Лозаннского университета.
- Иван (13.02.1841 — 18.02.1841)[27], умер через 5 дней после рождения.
- Наталья (декабрь 1841), умерла через 2 дня после рождения.
- Николай (1843—1851), был от рождения глухим, при помощи швейцарского педагога И. Шпильмана научился говорить и писать, погиб при кораблекрушении.
- Наталья (Тата, 14.12.1844 — 1936), историограф семьи и хранитель архива Герцена.
- Елизавета (1845—1846), умерла через 11 месяцев после рождения.

В эмиграции в Париже Наталья влюбилась в друга Герцена Георга Гервега. Она призналась Герцену, что «неудовлетворённость, что-то оставшееся незанятым, заброшенным, искало иной симпатии и нашло её в дружбе с Гервегом» и что она мечтает о «браке втроём», причём скорее духовном, нежели чисто плотском. В Ницце Герцен с женой и Гервег со своей женой Эммой, а также их дети жили в одном доме, образовав «коммуну», не предполагавшую интимных отношений вне пар. Тем не менее Наталья Герцен стала любовницей Гервега, что скрывала от мужа (хотя Гервег открылся своей жене). Узнав правду, Герцен потребовал отъезда Гервегов из Ниццы, но Гервег стал шантажировать его угрозой самоубийства. Спустя некоторое время Гервеги всё же уехали. В международном революционном сообществе Герцена осуждали за то, что он подверг жену «моральному принуждению» и воспрепятствовал её счастью с любовником.
В 1850 году жена Наталья родила дочь Ольгу (1850—1953), которая 23 года спустя, в 1873 году, вышла замуж за французского историка Габриэля Моно (1844—1912). По некоторым данным, Герцен сомневался в своём отцовстве, но никогда не заявлял об этом публично и признал ребёнка своим.
Летом 1851 супруги Герцены примирились, однако 16 ноября 1851 года около Гиерского архипелага в результате столкновения с другим кораблём затонул пароход «Город Грасс», на котором плыли в Ниццу мать Герцена Луиза Ивановна и его глухой от рождения сын Николай со своим воспитателем Иоганном Шпильманом; они погибли, а их тела так не были найдены.
В 1852 году жена Наталья родила сына Владимира и через два дня умерла, сын также вскоре умер.
С 1857 года Герцен стал сожительствовать с женой Николая Огарёва Натальей Алексеевной (урождённой Тучковой), она воспитывала его детей. У них родилась дочь Елизавета (1858—1875) и близнецы Елена и Алексей (1861—1864, умерли от дифтерии). Совместные дети Герцена и Огарёвой-Тучковой официально считались детьми Огарёва.
В 1869 году Наталья Тучкова официально получила фамилию Герцена, которую носила вплоть до возвращения в Россию в 1876 году, после смерти Герцена.

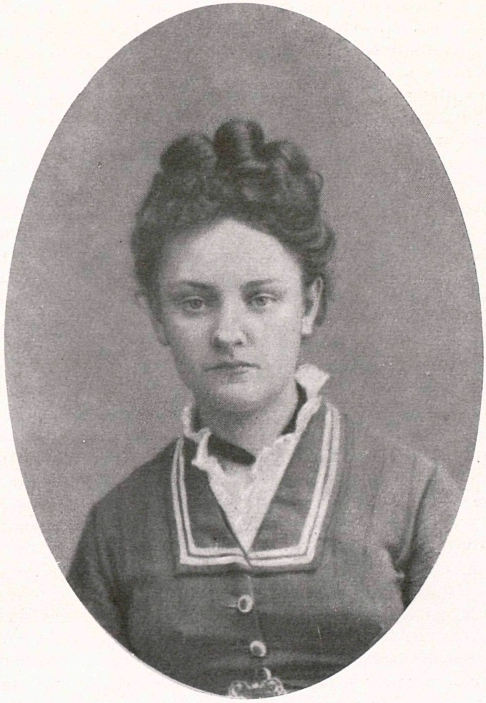
Лиза Огарёва-Герцен, 1870-е годы.

Елизавета Огарёва-Герцен, семнадцатилетняя дочь Герцена и Огарёвой-Тучковой, покончила жизнь самоубийством из-за неразделённой любви к сорокачетырёхлетнему французу Шарлю Летурно во Флоренции в декабре 1875 года. Самоубийство имело резонанс, о нём писал Достоевский в очерке «Два самоубийства».
Потомство детей Герцена — Александра и Ольги — очень многочисленно, потомки писателя живут в России, Швейцарии, Франции, США.

## Память
Одной из первых исследовательниц, занимавшихся сбором и публикацией материалов из жизни Герцена, была Екатерина Некрасова. Когда имя Герцена ещё было под запретом, она собирала документы на хранение «до тех пор, пока свободная Россия сможет их свободно изучать». В начале XX в. она организовала в Румянцевском музее «Комнату людей 1840-х годов» — первый музей российского освободительного движения, просуществовавший до реорганизации музея 1925 г.
В московском доме, где Герцен проживал с 1843 по 1847 год, с 1976 года работает Дом-музей А. И. Герцена.
Многим библиотекам в России присвоено имя Герцена. Также в городах бывшего СССР был распространён топоним улица Герцена. Кроме того, правительством Кировской области была учреждена премия имени А. И. Герцена (см. Награды Кировской области).
В Санкт-Петербурге Российский государственный педагогический университет носит имя А. И. Герцена.
18 сентября 1986 года в честь А. И. Герцена назван астероид (3052) Герцен, открытый в 1976 году советским астрономом Людмилой Ивановной Черных.

### В филателии

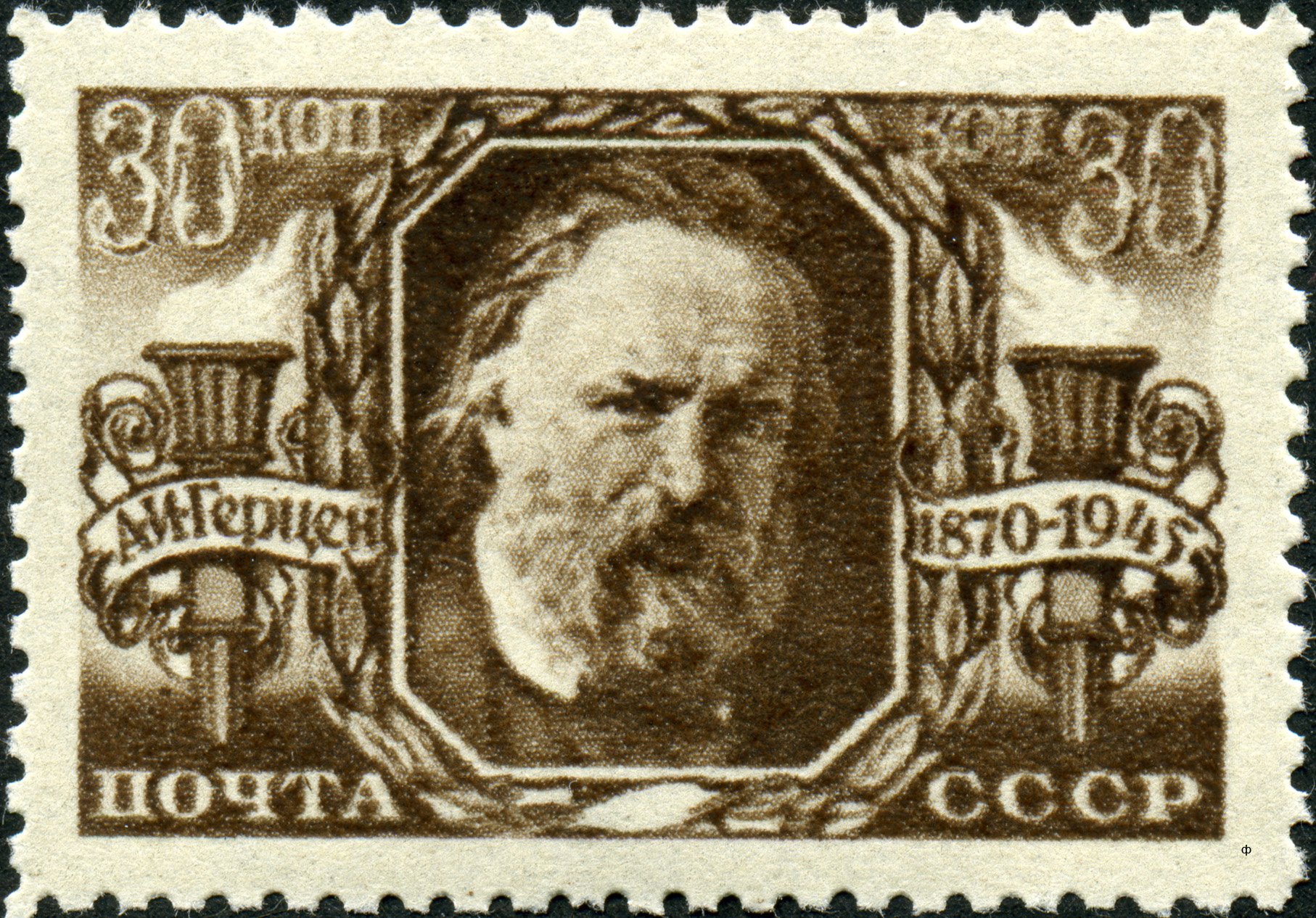
Почтовая марка СССР, 1945 год, 30 коп.
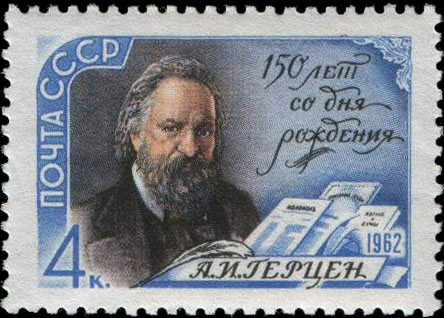
Почтовая марка СССР, 1962 год
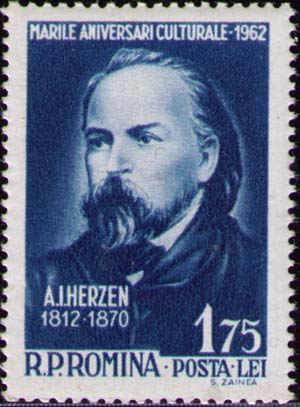
Почтовая марка Румынии, 1962 год, 1.75 лей
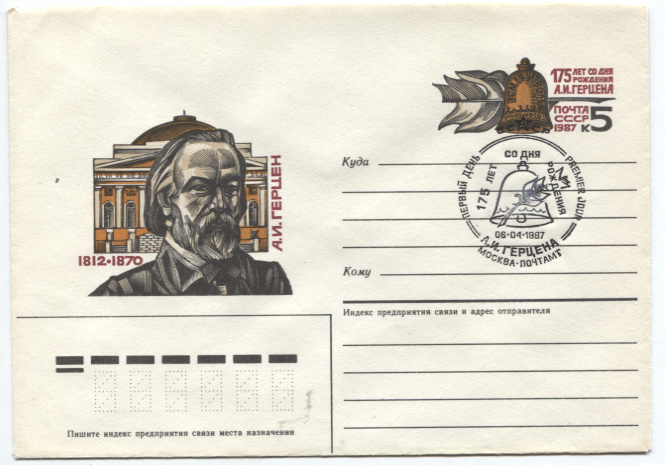
Почтовый конверт СССР к  175-летию со дня рождения А. И. Герцена. 1987 год

## Адреса

### В Москве
| |  |  |
| Слева направо: Усадьба И. А. Яковлева в Москве (сейчас Литературный институт), Мемориальная доска в Литературном институте, Мемориальная доска А. И. Герцену на доме 27 в Сивцевом Вражке (Дом-музей А. И. Герцена) |  |  |

### В Санкт-Петербурге
- 14—24 декабря 1839 года — дом Ф. Д. Серапина — Царскосельский проспект, 22;
- 20 мая — июнь 1840 года — квартира А. А. Орловой в доме Опекунского Совета — Большая Мещанская улица, 3;
- июнь 1840 — 30 июня 1841 года — дом Г. В. Лерхе — Большая Морская улица, 25 (Гороховая ул., 11), кв. 21 — памятник истории федерального значения;
- 4—14 октября 1846 года — квартира Н. А. Некрасова и Панаевых в доме княгини Урусовой — набережная реки Фонтанки, 19.

### В Новочеркасске
В Новочеркасске улица Спуск Герцена, которая соединяет центральную часть города и прилегающие промышленные районы. На Спуске Герцена расположена одна из главных достопримечательностей города — Северная триумфальная арка, являющаяся объектом культурного наследия федерального значения.

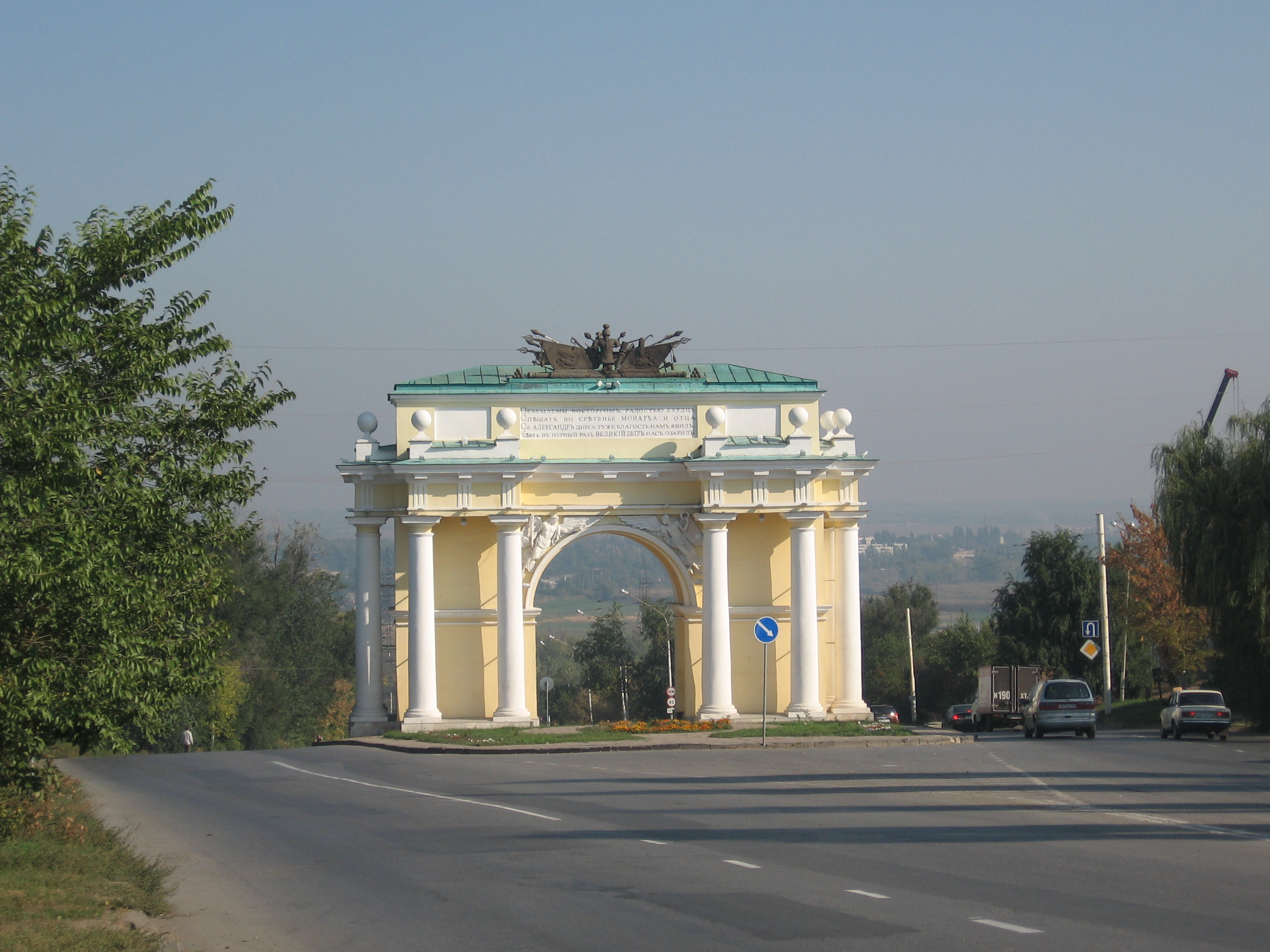
Спуск Герцена, Северная триумфальная арка

### Художественные произведения
- «Кто виноват?», роман в двух частях (1841-1846)
- «Мимоездом», рассказ (1846)
- «Доктор Крупов», повесть (1847)
- «Сорока-воровка», повесть (1848)
- «Повреждённый», повесть (1851)
- «Долг превыше всего», повесть (1851)
- «Трагедия за стаканом грога», рассказ (1864)
- «Скуки ради», очерк (1869)
- «Доктор, умирающий и мертвые», повесть (1870)

### Автобиография и эссе
- «Записки одного молодого человека» (1841)
- «С того берега» (1850)
- «Былое и думы» (1852—1868)

## Образ в культуре

### Кинематограф
- 1951 — «Белинский», советский чёрно-белый художественный биографический фильм. Исполнитель роли А. И. Герцена — Александр Борисов.
- 1969 — «Старый дом», советский чёрно-белый художественный биографический фильм, посвящённый раннему периоду жизни писателя. Исполнитель роли А. И. Герцена — Андрей Мягков.
- «Былое и думы», советский 17-серийный телеспектакль, экранизация одноимённой книги А. И. Герцена. Исполнитель роли А. И. Герцена — Филлер, Зиновий Борисович; исполнитель роли А. И. Герцена в молодости — Юльен Балмусов.
- 1987 — «Сильнее всех иных велений», советский художественный фильм. Исполнитель роли А. И. Герцена — Андрей Мягков.

### Театр
Александр Герцен является главным героем трилогии британского драматурга Тома Стоппарда «Берег Утопии». Роль Герцена в разное время исполняли Стивен Диллейн (Великобритания), Брайан Фрэнсис О’Бирн (США), Илья Исаев (Россия).